# Théâtre le Patriote
 (juillet 2022).
 (juillet 2022).
Le Théâtre le Patriote est le nom d'un lieu théâtral situé à Saint-Agathe-des-Monts. Fondé en 1967, le lieu diffuse des spectacles pluridisciplinaires en arts de la scène dont la chanson, l’humour, la musique, la danse et le théâtre. Le diffuseur est parrainé par l'auteur-compositeur-interprète québécois Robert Charlebois.  

## Historique

### Fondation
Le Patriote est fondé en 1964, au 1837, rue Sainte-Catherine à Montréal, par Percival Broomfield et Yves Blais. Le projet prend tout d'abord la forme d'une boîte à chansons, au second étage de l'immeuble. Lorsque les spectacles sont transférés à l'étage inférieur, la salle contient à ce moment 300 places. Ce réaménagement permet de louer l'étage du haut, notamment à La Boîte à Clémence. Cette salle ferme ses portes en 1979.

### Théâtre de la Sablière
C'est dans une grange bâtie en 1920 appartenant à Lorne McGibbon, propriétaire d'un domaine de 525 acres dans les Laurentides, que Le Patriote, initialement nommé Théâtre de la Sablière s'établit. En 1943, la succession de McGibbon vend le domaine aux Pères Oblats de Marie-Immaculée qui, trente ans plus tard, lègue la partie du domaine où se situe le théâtre à la ville de Sainte-Agathe-des-Monts pour en faire un lieu à vocation culturelle.
En 1967, la communauté agathoise décide d’y établir une salle de spectacle et forme le premier conseil d’administration du théâtre, nommé Conseil des arts de Sainte-Agathe. On transforme alors la grange en un centre d'art estival, incluant La Sablière, une boîte à chanson, un théâtre d'été et un lieu d'expositions de peinture. Ils confient à Gilles Mathieu, fondateur de la boîte à chansons La Butte à Mathieu, le soin de planifier la première programmation. Le 17 juin 1967, le premier artiste à se produire sur la scène du Théâtre de la Sablière est Gilles Vigneault. 
En 1968, le directeur du festival d'été, Yvan Canuel, travaille «à l'éclosion d'un véritable mouvement culturel, dynamique et durable». Le slogan du festival est alors «The Ste-Aghathe Festival is the only French Festival in North América». Or, la population Agathoise n'est pas au rendez-vous. La salle reste trop petite pour être rentable. 

### Théâtre Le Patriote
En 1969, les fondateurs et directeurs de la boîte à chansons montréalaise Le Patriote, Percival Broomfield et Yves Blais, deviennent locataires du théâtre et lui offrent leur titre de diffuseur. En 1970, le théâtre est rebaptisé officiellement Le Patriote de Sainte-Agathe. 
Depuis les années 1970, de nombreux artistes québécois de la chanson s'y produisent tels que Gilles Vigneault, Félix Leclerc, Jean-Pierre Ferland, Robert Charlebois, Claude Dubois, Ginette Reno, Diane Dufresne, Beau Dommage. Les artistes de la scène européenne participent également à la production, notamment Nana Mouskouri et Barbara.
À partir des années 1980, le Théâtre le Patriote accueille ses premières pièces de théâtre d’été. Michel Forget contribuera à 12 productions estivales. Il quittera la direction du théâtre d'été en 1994.

### Les années 2000
Au mois de janvier 2000, le chansonnier et animateur, Denis Lamarre est recruté par Percival Broomfield comme associé et produit durant l'été le spectacle Les Girls re-clémencent, inspiré du spectacle Les Girls, présenté 30 ans plutôt au Patriote de Montréal. En 2001, il programme le nouveau spectacle d’Yvon Deschamps, présenté à plus de 70 reprises.
À la suite du décès de Percival Broomfield à l’automne 2002, Denis Lamarre occupera le poste de directeur du théâtre jusqu'en 2013. 
En 2003, Denis Lamarre programme le duo de comédiens Claude Michaud et Michel Dumont, dirigés par le metteur en scène Claude Maher. Les pièces de théâtre le Dîner de cons et Coup de Ciseaux, sont présentées deux années consécutives.
En 2013, le Théâtre le Patriote est reconnu comme diffuseur pluridisciplinaire en arts de la scène par le ministère de la Culture et des Communications du Québec.
En 2014, l’auteur-compositeur-interprète Robert Charlebois est nommé le « parrain du Patriote » pour le 50ème anniversaire de fondation du théâtre.

## Travaux
Un nouvel espace de diffusion de type boîte à chanson, situé dans le hall d'entrée du théâtre, est inauguré en 2014. Cette nouvelle scène peut accueillir 120 spectateurs en formule cabaret. En 2018, un investissement de 2,9M $ de la ville de Sainte-Agathe-des-Monts, du gouvernement du Québec et du gouvernement du Canada pour la rénovation de la salle de spectacle du Théâtre le Patriote. Cette transformation architecturale et la modernisation des installations sont finalisés au printemps 2022.

## Prix et distinctions
- Prix Félix - Diffuseur de l’année (2017)
- Grands prix de la culture des Laurentides - Prix Ambassadeur (2017)

## Fondateurs
- Percival Broomfield[1]
- Yves Blais[23]

## Directions
- Percival Broomfield et Yves Blais (1970-2000)
- Denis Lamarre (2000-2013)[24]
- Alexandre Gélinas (2013-)[25]

## Site externe
https://theatrepatriote.com/